# Opsada Petrovaradina 1526.
Opsada Petrovaradina odigrala se od 12. srpnja 1526. do 28. srpnja oko petrovaradinske utvrde u hrvatskom dijelu Hrvatsko-Ugarske (danas Srbija). 
Godine 1525. u Petrovaradinskoj tvrđavi bilo je svega 1000 konjanika i 500 običnih vojnika da bi se krajem godine taj broj povećao na 4000 vojnika. Pred opasnošću od Turaka zapovjedništvo nad Petrovaradinom preuzeo je Pavao Tomori, kaločki nadbiskup, raniji zapovjednik budimskog grada. Njegovi zahtjevi za pojačanjem u vojsci i novcu nisu stizali. 
Umjesto pomoći, od kralja Ludovika II., stiže uputa da se s glavnim snagama prebaci na lijevu obalu Dunava, a zapovjedništvo nad tvrđavom prepusti hrvatskom plemiću Jurju Alapiću.
Pod zidine Petrovaradina 13. srpnja 1526. godine je stigla turska vojska jačine 40.000 ljudi predvođena velikim vezirom Ibrahimom. Sultan Sulejman I. se s glavninom svojih snaga ulogorio kod Iloka. Nakon jednomjesečne opsade i uz miniranje, Turci su koncem srpnja 1526. uspjeli osvojiti tvrđavu čiji su gotovo svi branitelji poginuli.

## Vanjske poveznice
- Izvori za borbe Hrvata s Turcima  Arhivirana inačica izvorne stranice od 6. siječnja 2007. (Wayback Machine)
- Hrvatska riječ[neaktivna poveznica] Feljton. Petrovaradinska tvrđava protiv Sulejmanove armade, 16. svibnja 2014.